# Notostigma

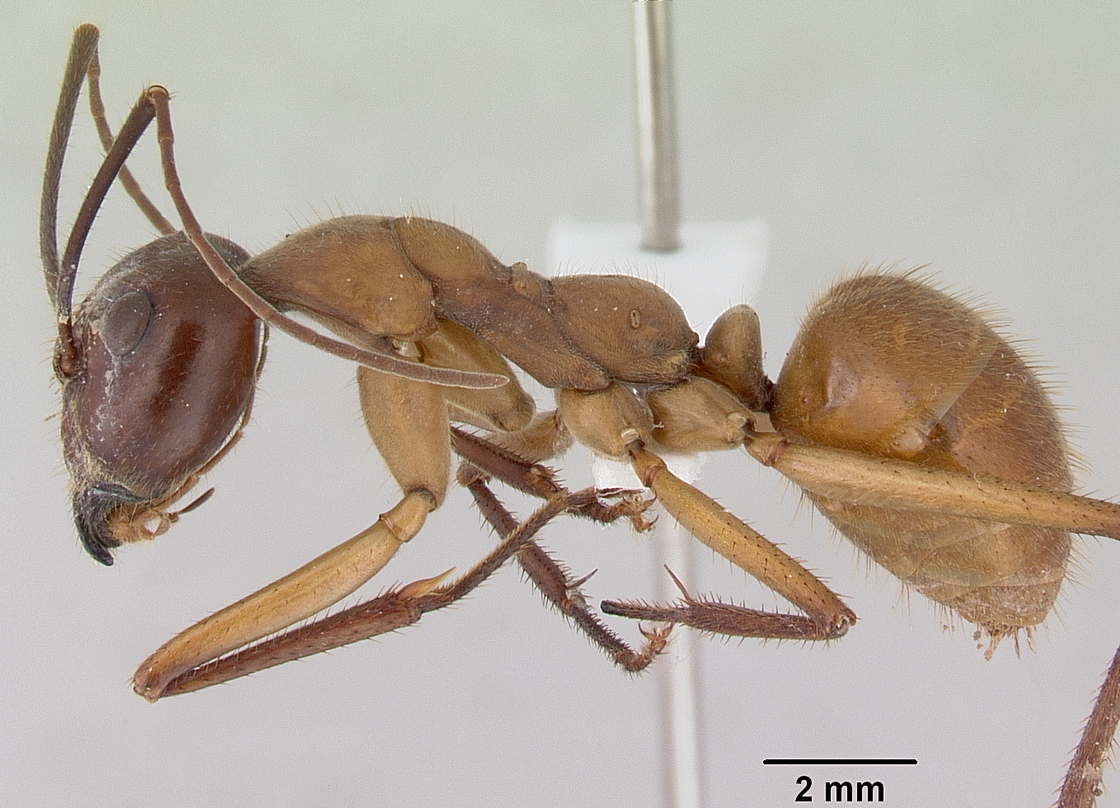
Муравей Notostigma foreli

Notostigma (лат.) — род муравьёв подсемейства формицины (Formicinae, Notostigmatini). Австралия.

## Описание
Среднего размера земляные муравьи коричневого цвета. Заднегрудка округлая без проподеальных шипиков. Усики длинные, у самок и рабочих 12-члениковые (у самцов антенны состоят из 13 сегментов). Жвалы рабочих с 11-12 зубцами. У самцов жвалы с 10 крупными зубчиками (синапоморфия отличающая их от двух близких триб Camponotini и Formicini). Нижнечелюстные щупики 6-члениковые, нижнегубные щупики состоят из 4 сегментов. Голени средних и задних ног с одной апикальной шпорой.
Стебелёк между грудкой и брюшком состоит из одного сегмента (петиоль).

## Систематика
По результатам молекулярно-генетических исследований (на основе работы Ward et al 2016) включён в состав трибы Melophorini (= Myrmecorhynchini, = Notostigmatini).
- Notostigma carazzii (Emery, 1895) — Австралия
  - =Camponotus carazzii
  - =Camponotus podenzanai Emery, 1895[7]
- Notostigma foreli Emery, 1920 — Австралия